# Zabić szoguna!
Zabić szoguna! (jap. 真田幸村の謀略 Sanada Yukimura no bōryaku) – japoński film historyczny z 1979 roku.

## Główne role[1]
- Hiroki Matsukata - Yukimura Sanada
- Minori Terada - Saizō Kirigakure
- Teruhiko Aoi - Sarutobi Sasuke
- Guts Ishimatsu - Rokurō Unno
- Takashi Noguchi - Rokurō Mochizuki
- Kensaku Morita - Jūzō Kakei
- Shōhei Hino - Kosuke Anayama
- Masataka Iwao - Kamanosuke Yuri
- Fujita Okamoto -  Jinpachi Nezu
- Hiroyuki Sanada - Isa Miyoshi
- Yōko Akino - Seikai Miyoshi
- Chiezō Kataoka - Masayuki Sanada